# جون هونگ-کوون
جون هونگ-کوون (انگلیسی: Jeon Hong-kwon؛ زادهٔ ۱۵ مارس ۱۹۷۹) بازیکن هاکی روی چمن اهل کره جنوبی بود.
از افتخارات وی میتوان به کسب مدال نقره در بازی‌های المپیک تابستانی ۲۰۰۰ اشاره کرد.